# Jose A. Pinilla Pérez
José A. Pinilla Pérez (nacido en Zaragoza el 1 de mayo de 1989) es un empresario español, CEO y Chairman de Asseco Group Spain, empresa de tecnología polaca fundada en 1991. Además, es miembro del Consejo de Administración de las empresas Valorista y Random CI, presidente de la Fundación Asseco, Miembro del Consejo Asesor del Comité de Digitalización de la Comunidad de Madrid (enlace roto disponible en Internet Archive; véase el historial, la primera versión y la última). y Vocal Asesor del Consejo Directivo de la Mesa del Turismo de España.

## Biografía
Hijo de españoles, José A. Pinilla Pérez nace en Zaragoza pero pronto marcha a Madrid, educandose en el colegio San José del Parque de los Maristas. Posteriormente, continuó su formación con estudios universitarios en Farmacia en un programa de licenciatura en inglés y español en la Universidad San Pablo CEU y posteriormente estudió un máster en Clinical Trials Management en la Universidad de Chicago. Más adelante, continúo su formación con un máster ejecutivo en Administración y Gestión de Empresas (MBA) en EAE Business School.
Además  es un apasionado de los deportes, el cine, los cómics y las artes marciales.

### Comienzos profesionales
Comenzó a trabajar en el mundo de la investigación y la ciencia como investigador de la Universidad CEU San Pablo haciendo estudios y ensayos clínicos en EE. UU. y España. Sus primeros estudios versaron sobre aspectos ligados a la salud como el quorum sensing de las bacterias y posteriormente, en investigaciones sobre el entendimiento de las funciones de los receptores toll-like, una familia de proteínas que forma parte del sistema inmunitario de las personas. 
Trabajó también en HM Hospitales donde desarrolló estudios sobre tratamientos de pacientes y sus respectivas interacciones con fármacos. Además, participó en el desarrollo de la guía de tratamientos del hospital y en estudios clínicos de Fase I. 
Finalmente, en  2014 ejerció como investigador en el Instituto de Medicina Molecular (IMMA) de la Universidad CEU San Pablo y HM Hospitales, desde donde dio el salto al mundo empresarial, orientando su carrera  profesional hacia el management corporativo y las nuevas tecnologías (Inteligencia Artificial, el blockchain, la ciberseguridad y el Big Data), comenzando con proyectos tecnológicos en el ámbito de la salud.

### Segunda etapa profesional: management corporativo y nuevas tecnologías (2015 - 2022)
En 2015, José Antonio Pinilla empezó a trabajar en Asseco Spain como responsable de desarrollo de negocio y representante de los accionistas del grupo. Posteriormente, en 2016, asumió el liderazgo de la empresa como CEO y Chairman, posición desde la cual ha implementado diferentes cambios internos en la compañía.

### Etapa actual: Creación y Presidencia de la Fundación Asseco (2021 - …)
En 2021, José Antonio Pinilla decidió crear la Fundación Asseco con el objetivo de propiciar y potenciar programas y acciones que contribuyan a dar solución a los problemas de gestión y administración de centros sanitarios, hospitalarios y de salud, así como de centros educativos, docentes y de formación.

## Reconocimientos
Jose A. Pinilla Pérez ha sido galardonado con diversos premios y reconocimientos.
- CEO Revelación del Año 2021: Premio otorgado por Revista Capital[4][5][6]
- CEO del año Gran Empresa Año 2021: Premio otorgado por Club CEO[7][8]